# Рудар (футбольный клуб, Приедор)
«Рудар» (сербохорв. Fudbalski Klub Rudar-Prijedor / Фудбалски клуб Рудар-Приједор) ― футбольный клуб из Боснии и Герцеговины, базируется в городе Приедоре, клуб был основан в 1928 году и в настоящее время играет в Первой лиге Республики Сербской после выбывания из Премьер-лиги Боснии и Герцеговины в сезоне 2021/22 годов.

## История
С распадом Югославии и началом войны в Боснии и Герцеговине клуб прекратил выступления в 1992 году. Однако даже в этот период игроки клубов «Рудар» (Любия) и ОФК «Приедор», объединившись, сформировали футбольный клуб «Рудар» (Приедор). Клуб снова стал выступать в соревнованиях после конца войны, и в 1995 году достиг финала футбольного кубка Республики Сербской.
После 1995 года клуб 12 раз выступал в Первой Лиге Республики Сербской и дважды во Второй Лиге. В сезоне 2008/09 годов клуб закончил чемпионат на первом месте под руководством тренера Дарко Несторовича, гарантировав себе переход в созданную в 2002 году Премьер-Лигу Боснии и Герцеговины. В связи с этим началась реконструкция стадиона, при участии мэрии Приедора.

## Достижения
- Бронзовый призер чемпионата Боснии и Герцеговины: 1998/99